# Ruta de Rhode Island 33
La Ruta de Rhode Island 33, y abreviada R.I. 33 (en inglés: Rhode Island Route 33) es una carretera estatal estadounidense ubicada en el estado de Rhode Island. La carretera inicia en el Sur desde la Ruta 3     en Coventry hacia el Norte en la Ruta 2     en Cranston. La carretera tiene una longitud de 10,6 km (6.6 mi).

## Mantenimiento
Al igual que las autopistas interestatales, y las rutas federales y el resto de carreteras estatales, la Ruta de Rhode Island 33 es administrada y mantenida por el Departamento de Transporte de Rhode Island por sus siglas en inglés RIDOT.

## Cruces
La Ruta de Rhode Island 33 es atravesada principalmente por la Ruta 116  , Ruta 115   en Coventry y West Warwick.